# Breadknife
Breadknife – formacja skalna znajdująca się w Australii, w Nowej Południowej Walii, w paśmie górskim Warrumbungle Range (Krzywe Góry). Jest jedną z wielu tu występujących skalnych iglic o najbardziej efektownym widoku. Wysokość dochodzi do 90 metrów, przy czym w górnej części jej szerokość osiąga zaledwie 1 metr. Skała została odkryta przez Johna Oxleya.
Początki powstania skały datują się na 13–17 mln lat temu. Wulkaniczne erupcje jakie w tamtym czasie się nasiliły doprowadziły do pęknięć ziemi i wypływania lawy, która następnie zastygała. Na przełomie wielu milionów lat skały wokół lawy zostały poddane procesom erozji i wietrzeniu. Lawa zaś pozostała bardziej oporna na działanie zewnętrznych czynników atmosferycznych pozostawiając swój ślad w formie ostrych i cienkich formacji skalnych.
Wspinaczka od strony pionowej jest zabroniona.
W 1967 r. utworzono Warrumbungle National Park, a okolice skały otoczone zostały ochroną.